# La Fresnaye-au-Sauvage
La Fresnaye-au-Sauvage település Franciaországban, Orne megyében. Lakosainak száma 230 fő (2018. január 1.). La Fresnaye-au-Sauvage Putanges-Pont-Écrepin, Giel-Courteilles, La Lande-de-Lougé, Lougé-sur-Maire, Ménil-Gondouin, Ménil-Jean, Putanges-le-Lac, Saint-André-de-Briouze, Saint-Hilaire-de-Briouze és Les Yveteaux községekkel határos.

## Népesség
A település népességének változása:
| Lakosok száma | 301  | 264  | 220  | 229  | 198  | 232  | 220  | 225  | 233  | 230  |
|               | 1962 | 1968 | 1975 | 1982 | 1990 | 2008 | 2013 | 2015 | 2017 | 2018 |